# Lovund
Lovund is een plaats in de Noorse gemeente Lurøy, provincie Nordland. Lovund telt 364 inwoners (2007) en heeft een oppervlakte van 0,47 km².